# جزيرة أبو لاحق
جزيرة أبو لاحق هي إحدى الجزر الواقعة في البحر الأحمر، وتتبع منطقة تبوك شمال غرب السعودية. تبلغ مساحة الجزيرة نحو 5,2 كم2 وتبعد عن الساحل بحوالي 3 أميال بحرية.